# Abel-Louis-Joseph Drot
Abel-Louis-Joseph Drot, francoski general, * 28. junij 1889, † 1993.